# Бикока (Катанија)
Бикока је насеље у Италији у округу Катанија, региону Сицилија.
Према процени из 2011. у насељу је живело 19 становника. Насеље се налази на надморској висини од 28 м.